# 杜瓦利埃王朝
杜瓦利埃王朝（法語：Dynastie des Duvalier），是指海地从1957年至1986年由弗朗索瓦·杜瓦利埃和讓-克洛德·杜瓦利埃父子獨裁統治的時期，長達29年。

## 历史

### 崛起
在1950年10月舉行的海地歷史上的第一次總統直接選舉，當選人是黑人上校保羅·歐仁·馬格盧瓦爾。1954年飓风黑兹尔襲擊該島，摧毀了該國的基礎設施和經濟，颶風救濟分配不當，引起人民不滿。馬格盧瓦爾監禁了對手，查禁了報紙。在總統任期結束後拒絕下台後，總罷工打擊了太子港的經濟，馬格盧瓦爾逃離海地，政府處於混亂狀態。當選舉結束時，鄉村醫生弗朗索瓦·杜瓦利埃在代表海地窮人的激進主義平台上當選。
杜瓦利埃在當選總統後制定了鞏固權力的憲法，取而代之的是一院制國會。 1964年，杜瓦利埃宣布自己為終身總統，把國旗和軍旗的顏色從紅色和藍色改為紅黑色。他解雇了軍隊的首領，並成立了一支總統衛隊來維持他的權力。他還建立了國家安全志願軍，一般稱為通頓馬庫特，成為海地的秘密警察，在整個海地的農村地區普遍受到影響。杜瓦利埃用他在軍隊中新獲得的影響力來建立支持自己的精英。
腐敗是普遍性的，他從政府機構挪用公款獎勵忠於他的官員。杜瓦利埃還利用了海地流行的巫毒教信仰，在自己周圍造就了個人崇拜，自稱是一個巫師。美國總統肯尼迪由於杜瓦利埃的鎮壓和專制統治，撤銷了援助，並於1962年撤回了海軍陸戰隊。然而，在肯尼迪被暗殺之後，美國與杜瓦利耶的關係有所緩解，部分原因是海地在古巴附近的戰略位置。

### 覆亡
弗朗索瓦·杜瓦利埃死於1971年4月21日。在他的統治期間，估計有30,000名公民被政府殺害，成千上萬的海地人移民到美國，古巴和加拿大。
他死後由兒子讓-克洛德·杜瓦利埃繼任國家新領導人。當時杜瓦利埃還是一名十幾歲的年輕人，對政治不感興趣。他當政的頭幾年他把自己的行政職責交給了他的母親西蒙妮·杜瓦利埃。他最初非常受人喜歡，因為他的統治比他的父親更溫和，也更不可怕。外國在經濟援助方面變得更加慷慨，美國在1971年恢復了對海地的援助計劃。然而，普遍性腐敗仍然像他父親那樣繼續下去。杜瓦利埃家族的數億美元個人財富大部分來自煙草管理局。最初是作為煙草壟斷而建立起來的，實際上它被用作贓物基金，對其活動的記錄很少或根本沒有記錄。
小杜瓦利埃宣稱，他父親的“政治革命”已經實現了其目標，發展國家和提高生活水準的“經濟革命”已提上日程。一些政治犯被釋放。總統衛隊豹子隊成立，接受美國軍事訓練，正規軍的作用增加。這減少了以前無法控制的國家安全志願軍的暴力。
由於杜瓦利埃政權的忽視，加上缺乏足夠的基礎設施，使該國容易受到健康危機的影響。二十世紀八十年代初艾滋病爆發，多米尼加共和國爆發的非洲豬瘟疫情嚴重，給當地農業造成嚴重破壞。美國農業部擔心這種疾病傳播到北美，並迫使杜瓦利耶政府屠殺海地本土的克里奧耳豬，並用國際援助機構提供的豬取而代之。海地政府也是這樣做的，但這個決定引起了全國農民的憤慨。他們的豬非常適合海地的氣候和環境，不需要特別的飼料或照顧；而新的豬兩種都要。
1980年5月，讓-克勞德·杜瓦利埃與米歇爾·貝內特結婚，這是一個淺膚色的穆拉托人女人。這被認為是背叛了他父親支持的黑人中產階級，並且對杜瓦利埃的受歡迎程度產生了意想不到的負面影響。據說這場婚禮花費超過三百萬美元，進一步疏遠了黑人群眾。在政府內年長，更保守的杜瓦里耶派和讓-克勞德的任命者之間也形成分裂。據報導，這最終導致米歇爾提出請求驅逐西蒙妮。
當教宗若望保祿二世於1983年3月訪問海地時，不滿和經濟上的絕望達到了頂峰。教宗在太子港的一次演講中宣稱“這裡必須有所改變”，呼籲公平分配收入和更平均的社會和政治結構。起義開始，天主教教會重新振興起來，在戈納伊夫市爆發騷亂，群眾襲擊食品分銷中心。從1985年10月到1986年1月，抗議活動遍布全國而到達南部。兩年後，各省開始騷亂。戈納伊夫市是第一個有街頭示威和襲擊食品配送倉庫的地方。抗議活動蔓延到全國其他六個城市，包括海地角。到那個月底，南方的海地人已經起了反抗，在萊凱發生了嚴重騷亂。
杜瓦利耶通過解僱內閣官員和降低食品價格來應對暴動。他還關閉了幾個獨立的廣播電台，並派出警察部隊和武裝警衛來鎮壓騷亂。然而，這些舉動並沒有平息示威者，1986年1月，列根政府開始迫使杜瓦利埃放棄權力離開海地。談判停滯不前，雖然小杜瓦利埃最初接受了牙買加的庇護建議，但是他放棄了提議，決定留在海地。因此，美國國務院削減對海地的援助，街道上的暴力事件蔓延到太子港。 
1986年2月5日，軍方反對杜瓦利埃政權，要求他離開。杜瓦利埃沒有得到軍方或立法機構的支持，於2月7日乘飛機從海地飛往法國。他命名一個臨時立法機構：國家控制委員會（縮寫：CNG），三名平民和兩名軍官組成。這開始了邁向完全民主制度的不穩定過渡時期。

### 引用
1. ↑  . 潇湘晨报数字报刊. 新华社.   [2023-07-31]. （原始内容存档于2023-07-31）.